# Анилингус
Анилингус (етимологија – лат. anus – анални отвор + lingo – лизати; истозначнице – медицински: анилинкција; вулгарно: риминг; дијалектно: чмаролизање) подразумијева сексуални поступак надраживања ануса језиком или уснама с циљем да се изазове полно узбуђење и учини сексуално задовољство. 

## Општи подаци
Предио ануса је код већине људи је високонадражљива област. Сходно тим, надраживање ануса језиком или којом сексуалном играчком, попут вибратора, дилдоа, или аналних перли, може довести до јаког сексуалног узбуђења.
Постојећа предубеђења против надраживања области стражњега прохода оснивају се, с једне стране, на томе, што се у току многобројних векова свако неплодоносно извођење полног односа сматрало се гријехом или изопачењем интимне љубавне дјелатности. С друге стране, постоји мњење, поготово на Западу, да анус представља укаљану и неприкладну област, коју треба избјегавати приликом односа. Међутим, статистички подаци порнографских веб страница показују да све већ и број посјетиоца порнографског материјала на Интернету који посећују садржаје са аналним сексом. Штавише, резултати истраживања познате куће Дурекс, обављени у Уједињеном Краљевству, указују да је учесталост упражњавања анилингуса у британском домаћинству на порасту.
Испирање дебелог цријева путем убризгавања сврсисходног уљевка у стражњи проход штрцаљком, често се врши прије аналног општења, како би се цријевни садржај испрао из тијела, а вјероватноћа додира с изметом смањила. Поступак испирања цријева такође се назива енема, клизма, или анална иригација. Није ријетко да се за уљевак, тј. иригант, користи физиолошки раствор, слана вода, или чај.

## Здравствене посљедице
Примјена језика к лизању људског или животињског чмара (у случају аналне зоофилије) може проузроковати низ обољења код даваоца аналне сексуалне активности. Код међуљудског односа, могућа су обољења упаљење јетре, капавац, ХИВ, као и бројне друге инфекције попут хеликобактера пилориа, глиста, итд. Код међуврсног односа, позната обољења су малтешка ватра, козја грозница, зечја жутица и ларвална токсокароза.
Да би чмарно задовољавање протекло безбрижно препоручују се латексне бране и кондоми.